# Міністерство охорони навколишнього природного середовища України
Міністерство охорони навколишнього природного середовища України — колишнє міністерство України. Створено 1991 року шляхом реорганізації Державного комітету Української РСР по екології і раціональному природокористуванню. Реорганізоване у Міністерство охорони навколишнього природного середовища та ядерної безпеки України (1995—2000), а потім 9 грудня 2010 року в Міністерство екології та природних ресурсів України. Уряд Шмигаля заново створив міністерство екології 27 травня 2020 р.  19 червня 2020 р на посаду міністра екології парламентом був призначений Роман Абрамовський.

## Історія
З моменту заснування у 1946 р. до середини 1960-х рр. Українське товариство охорони природи (УкрТОП) було єдиним голосом екології у проектах рішень державного управління. Весь цей час УкрТОП та його сподвижники — серед яких були всесвітньо відомі академіки — домагалися впровадження комплексного еколого-економічного підходу до управління економікою та створення міністерства екології в структурі Уряду Української РСР. Під тиском УкрТОП у 1967 році було створено Держкомприроди, як центрального органу влади. Це сталося на три роки раніше, ніж створення Агентства охорони довкілля США та на 21 рік раніше ніж створення подібних державних органів в Москві (Госкомприроды СССР/РСФСР).
28 квітня 1990 року, згідно з Декларацією про державний суверенітет України, Держкомприроди було названо Державний комітет Української РСР по екології і раціональному природокористуванню.
13 травня 1991 року держкомприроди отримав статус міністерства. Його було названо Міністерство охорони навколишнього природного середовища.

## Структура

### Тимчасова структура міністерства
- Департамент організаційно-аналітичної та кадрової роботи
- Юридичний департамент
- Департамент екологічної безпеки
- Департамент охорони природних ресурсів та екомережі
- Департамент заповідної справи
- Департамент державної екологічної політики та міжнародної діяльності
- Департамент економіки та фінансів
- Управління державного екологічного моніторингу
- Управління комунікацій та зв'язків з громадськістю
- Управління майном, матеріально-технічного забезпечення, з питань корпоративних прав, охорони праці
- Відділ бухгалтерського обліку та фінансової звітності
- Відділ державної експертизи
- Відділ контрольно-ревізійної роботи
- Сектор режимно-секретної роботи
- Сектор контролю та перевірки виконання актів і доручень вищих органів державної влади
- Сектор тендерних процедур
- Головний спеціаліст з питань мобілізаційної роботи
- Головний спеціаліст з питань запобігання та протидії корупції

### Підпорядковані об'єкти
- Гетьманський національний природний парк[6]
- Національний природний парк «Великий Луг»
- Природний заповідник «Ґорґани»
- Опуцький природний заповідник

### Підпорядковані служби
- Державна геологічна служба України
- Державна екологічна інспекція
- Державна служба заповідної справи

## Додатково
Список міністрів екології та природних ресурсів України